# Philip Götsch
Philip Götsch, né le 20 juillet 1984, est un coureur de fond italien spécialisé en kilomètre vertical. Il est champion d'Europe de kilomètre vertical 2017 et a remporté le classement Vertical de la Skyrunner World Series 2016.

## Biographie
Philip grandit dans la région montagneuse du val Passiria où ses parents tiennent un hôtel à Tirolo. Il fait ses débuts en compétition en cyclisme sur route amateur et remporte notamment le Tour Trans Austria 2008. Il démontre d'excellentes qualités de grimpeur, notamment en battant le record de l'ascension du col du Stelvio lors du Giro delle Dolomiti 2011, où en s'imposant au Großen Preis Penser Joch la même année avec un nouveau record du parcours en 56 min 21 s.
En hiver, Philip pratique également le ski-alpinisme où il s'illustre également. Il combine ses talents en prenant part avec succès au Ötzi Alpin Marathon, sorte de triathlon combinant VTT, course en montagne et ski-alpinisme.
En 2012, il reprend l'hôtel de ses parents avec sa femme où il officie en tant que chef cuisinier.
Philip se révèle sur la scène internationale du skyrunning le 19 juillet 2013 lors des championnats d'Europe de skyrunning. Suivant de près son compatriote Urban Zemmer sur l'épreuve du kilomètre vertical, il se retrouve aux avant-postes pour la victoire. Le duo italien se fait finalement doubler par Kílian Jornet et Philip termine sur la troisième marche du podium.
Il connaît une excellente saison 2016. Le 24 juin, il signe un nouveau record sur le Santa Caterina Vertical Kilometer en 33 min 52 s. Le 15 juillet, il s'impose au Dolomites Vertical Kilometer en établissant également un nouveau temps de référence en 31 min 34 s. Le 30 juillet, il effectue une course au coude-à-coude avec Marco Moletti sur le Red Bull K3. Après s'être échangé la tête à plusieurs reprises, les deux Italiens franchissent la ligne d'arrivée en même temps. Il conclut la saison en établissant un nouveau record du parcours sur le Vertical Grèste de la Mughéra en 43 min 19 s et remporte le classement Vertical de la Skyrunner World Series grâce à ses trois victoires.
Fort de sa victoire en 2016, Philip mène les débats sur le kilomètre vertical de la Limone Extreme, comptant comme championnats d'Europe de skyrunning 2017. Il parvient à se maintenir devant son compatriote Patrick Facchini pour remporter la victoire et le titre. Le 21 octobre, il effectue une course parfaite lors du kilomètre vertical de Fully pour s'imposer en 28 min 53 s et établir ainsi un nouveau record du monde, battant de près de 50 secondes le précédent record d'Urban Zemmer,.

## Palmarès
| no  | masculin           | Course                                                   | Longueur | Départ            | Temps           |
| --- | ------------------ | -------------------------------------------------------- | -------- | ----------------- | --------------- |
| 3e  | Médaille de bronze | Championnats d'Europe de skyrunning - Kilomètre vertical | 2,1 km   | 19 juillet 2013   | 32 min 54 s     |
| 1re | Médaille d'or      | Trofeo Latemar Vertical Kilometer                        | 3,3 km   | 25 août 2013      | 37 min 0 s      |
| 3e  | Médaille de bronze | Drei Zinnen Alpine Run                                   | 17,5 km  | 13 septembre 2014 | 1 h 32 min 17 s |
| 1re | Médaille d'or      | Dolomites Vertical Kilometer                             | 2,4 km   | 17 juillet 2015   | 32 min 38 s     |
| 1re | Médaille d'or      | Santa Caterina Vertical Kilometer                        | 2,9 km   | 24 juin 2016      | 33 min 52 s     |
| 1re | Médaille d'or      | Dolomites Vertical Kilometer                             | 2,4 km   | 15 juillet 2016   | 31 min 34 s     |
| 1re | Médaille d'or      | Red Bull K3                                              | 9,7 km   | 30 juillet 2016   | 2 h 8 min 29 s  |
| 1re | Médaille d'or      | Vertical Grèste de la Mughéra                            | 3,7 km   | 14 octobre 2016   | 43 min 19 s     |
| 1re | Médaille d'or      | Championnats d'Europe de skyrunning - Kilomètre vertical | 3,2 km   | 13 octobre 2017   | 36 min 23 s     |
| 1re | Médaille d'or      | Kilomètre vertical de Fully                              | 1,92 km  | 21 octobre 2017   | 28 min 53 s     |